# 15971 Hestroffer
15971 Hestroffer è un asteroide della fascia principale. Scoperto nel 1998, presenta un'orbita caratterizzata da un semiasse maggiore pari a 2,2474859 UA e da un'eccentricità di 0,1907866, inclinata di 5,50213° rispetto all'eclittica.